# Districtul Thung Si Udom
Thung Si Udom (în thailandeză ทุ่งศรีอุดม) este un district (Amphoe) din provincia Ubon Ratchathani, Thailanda, cu o populație de 26.986 de locuitori și o suprafață de 307,0 km².

## Componență
Districtul este subdivizat în 5 subdistricte (tambon), care sunt subdivizate în 52 de sate (muban).
| Nr. | Nume         | În thailandeză | Sate | Locuitori |  |
| --- | ------------ | -------------- | ---- | --------- |  |
| 2.  | Nong Om      | หนองอ้ม         | 10   | 5,801     |  |
| 3.  | Na Kasem     | นาเกษม         | 11   | 5,338     |  |
| 4.  | Kut Ruea     | กุดเรือ          | 10   | 5,795     |  |
| 5.  | Khok Chamrae | โคกชำแระ       | 10   | 5,661     |  |
| 6.  | Na Hom       | นาห่อม          | 11   | 4,391     |  |

Geocode 1 was assigned to Thung Thoeng, which was returned to Det Udom district